# السعادة المحرمة (فلم)
السعادة المحرمة فيلم مصري تم إنتاجه عام 1948، من تأليف علي الزرقاني والسيد زيادة وإخراج السيد زيادة و بطولة أمينة رزق ومحسن سرحان.

## فريق العمل
إخراج: السيد زيادة
تأليف:
- علي الزرقاني (الرواية)
- السيد زيادة (سيناريو وحوار)

إنتاج: سرور فيلم
طاقم العمل:
- أمينة رزق
- محسن سرحان
- منسي فهمي
- كمال الشناوي
- درية أحمد
- نعيمة جمال
- حسن فايق
- إسماعيل ياسين

## روابط خارجية
- مقالات تستعمل روابط فنية بلا صلة مع ويكي بيانات